# Glückauf (schip, 1886)

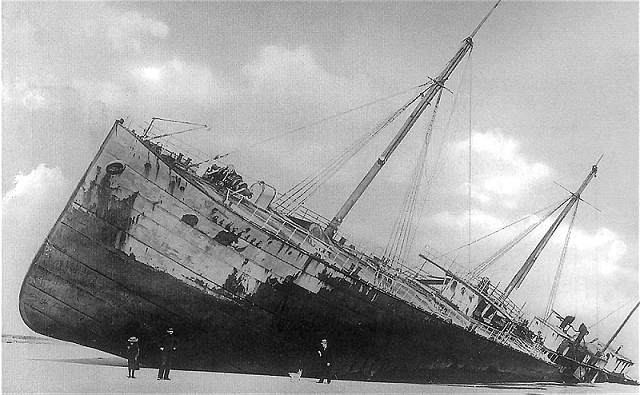
De Glückauf gestrand

De Glückauf was het eerste schip dat gebouwd werd volgens het moderne ontwerp van een tanker. Het was dan ook het eerste schip dat geregistreerd stond als tanker. Voor die tijd werd petroleum vervoerd door middel van vaten die in standaard handelsschepen vervoerd werden.
De tanker was gebouwd op de scheepswerf van Armstrong Mitchell in Newcastle upon Tyne, in opdracht van de Duitse ondernemer Wilhelm Anton Riedemann. Het schip kreeg acht ladingcompartimenten. Zij was het eerste schip waarbij de olie rechtstreeks in die compartimenten gepompt kon worden, dit maakte het gebruik van vaten overbodig. Ze was voorzien van een drievoudige expansie-stoommachine en een enkelvoudige schroefaandrijving. Hiernaast kreeg ze ook drie masten. Deze zeilen waren geplaatst om extra snelheid te maken, maar ook omdat de stoommachines nog niet betrouwbaar waren. Zij was ook het eerste schip dat gebruik maakte van kofferdams tussen haar pompkamer en de ladingcompartimenten. Dit is een belangrijk veiligheidskenmerk. 
De SS Glückauf maakte haar eerste tocht in 1886 op de Tyne. Op 25 maart 1893 is ze op een reis naar New York gestrand aan de kust van het Fire Island in New York. Tot 1900 was dit schip een veel bezochte toeristenattractie. Tot enkele jaren na de stranding bleef het schip zichtbaar. Uiteindelijk is ze toch door de zee overspoeld. Enkel met laagtij zijn nog enkele delen zichtbaar.
Na het bouwen van deze eerste 'moderne' tanker nam de productie van deze schepen grote proporties aan. De Glückauf had een lengte van 100 meter en een draagvermogen van 2307 ton. Nu kennen we de zogenaamde ULCC's (Ultra Large Crude Carrier), die een lengte kunnen hebben van 450 meter en een draagvermogen van 500.000 ton.